# Fabric (geologia)
Il fabric è, in geologia, l'organizzazione geometrica  dei componenti che costituiscono una roccia e la loro configurazione spaziale. Include la tessitura, la struttura e l'orientazione dei diversi componenti (solitamente minerali o clasti).

## Tipologia
Si possono riconoscere due tipi di fabric:
1. il fabric primario che si sviluppa durante la formazione della roccia.
2. il fabric tettonico che si forma come conseguenza della deformazione tettonica della roccia. Questo fornisce indizi per la ricostruzione dello stato deformativo della roccia, la cinematica della deformazione, i tempi di trasformazione, la geometria di piegamento, tutti elementi che contribuiscono a riconoscere e ricostruire l'evoluzione tettonica di una regione.

In funzione della geometria degli elementi che l'originano,  il fabric si può distinguere in:
- fabric planare o foliazione  in cui l'elemento della tessitura è planare, cioè è più corto in una dimensione rispetto alle altre due.
- fabric lineare o lineazione in cui l'elemento della tessitura è lineare, cioè è più lungo in una dimensione rispetto alle altre due.

## Tettoniti
Le rocce con tessitura preferenziale molto diffusa (detta penetrativa) sono chiamate tettoniti. 
Se dominano gli elementi di una tessitura planare, questa è detta tettonite-s, se dominano gli elementi di una tessitura lineare, questa è detta tettonite-l e se sono presenti entrambi gli elementi, allora questa è detta tettonite-ls.